# Лефортовские казармы
Лефортовские казармы — исторический дом-казарма в группе из трёх домов в Москве, называемых «Красными казармами» (два других дома являются служебными корпусами Екатерининского дворца). Построен в конце 1830-х годов. До октября 1917 года в здании размещался 3-й Московский Императора Александра II кадетский корпус.
В настоящее время в казармах расположен 154-й отдельный комендантский Преображенский полк. Ранее, до своего расформирования, там также располагался Академический ансамбль песни и пляски Московского военного округа.
Здания были отреставрированы во время постройки Лефортовского тоннеля, причём расходы на это составили более 800 миллионов рублей.

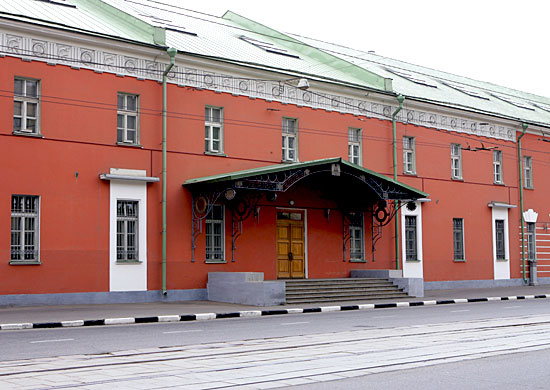
Лефортовские казармы
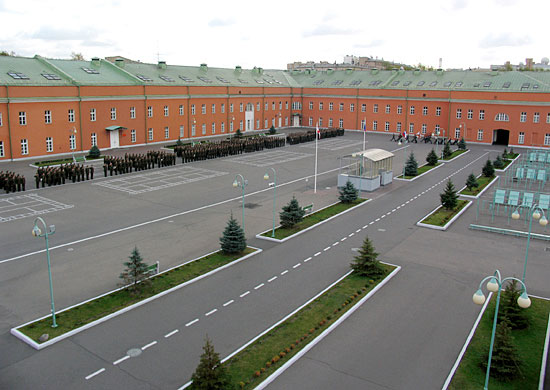
Плац
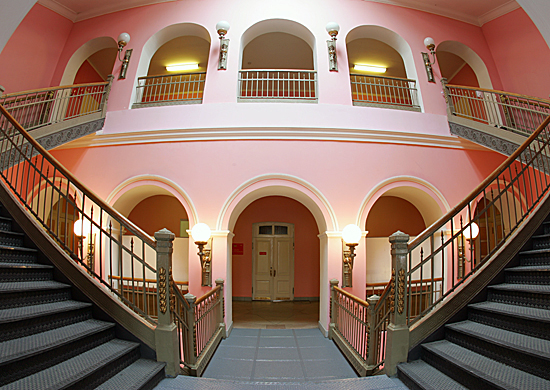
Парадная лестница
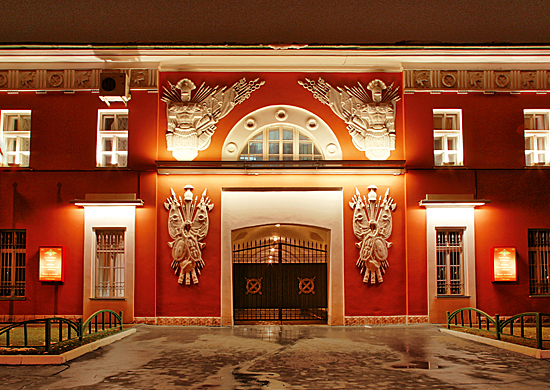
Контрольно-пропускной пункт